# الخربة (بني حشيش)

تعديل مصدري - تعديل

الخربة هي إحدى قرى عزلة سعوان بمديرية بني حشيش التابعة لمحافظة صنعاء، بلغ تعداد سكانها 3371 نسمة حسب تعداد اليمن لعام 2004.